# Оксеншерна, Бенгт Бенгтссон
Бенгт Бенгтссон Оксеншерна, барон Эка и Линдё, также иногда упоминается как Resare-Bengt («Бенгт-путешественник») (19 октября 1591, Фресвик, около Рюдбо — 9 июня 1643, Рига, Шведская Ливония) — шведский дипломат и дворянин, член тайного совета, генерал-губернатор Ингрии и Ливонии. Он известен, главным образом, своими обширными путешествиями, так как был одним из немногих шведских современников, который путешествовал в Персию, Палестину и Египет.

## Биография
Представитель влиятельной шведской семьи Оксеншерна. Родился в 1591 году. Сын Бенгта Габриэльссона Оксеншерны (1550—1591), советника Карла, герцога Седерманланда, Нерке и Вермланда (позже король Карл IX), а также его второй жены Бриты Поссе.
Как это было принято в семье Оксеншерна, он получил образование за границей и провел 1607—1613 годы, путешествуя по европейскому континенту, учился в немецких университетах Ростока, Йены и Виттенберга, посетил Польшу и Италию. Он побывал в Палестине в 1613 году, но был ограблен и вернулся нищим в Италию, где поступил на службу к великому герцогу Тосканы Козимо II Медичи.
В 1616 году Бенгт Оксеншерна снова отправился на Ближний Восток, через Малую Азию в Алеппо, Багдад и Исфахан, став первым шведом, который, как известно, посетил Сефевидский Иран. Он поступил на службу к персидскому шаху Аббасу I на некоторое время. Оттуда он продолжил путь в Ормуз, стремясь попасть в Индию, но был вынужден вернуться в Исфахан через Шираз. После путешествия обратно через Багдад, Алеппо, Палестину и Египет, он достиг Венеции в 1619 году и вернулся в Швецию в 1620 году.
По возвращении Бенгт Оксеншерна поступил на королевскую службу и был направлен с дипломатической миссией в Венецианскую республику в 1621 году. В течение 1620-х годов он последовал за шведским королем Густавом Адольфом, служил под началом своего двоюродного брата генерал-губернатора Акселя Оксеншерны в шведской администрации в Пруссии, например, как губернатор Эльблонга в 1626 году, или был направлен на дипломатические миссии.
Он был назначен коронным конюшим в 1627 году и назначен губернатором шведского оккупированного Аугсбурга в 1632—1633 годах. В 1631 году он возглавлял дипломатические миссии в качестве чрезвычайного посла во Франции и Нидерландах. В 1634 году он был назначен генерал-губернатором шведской Ливонии и Ингрии и командующим шведской кавалерии, а в 1641 году был назначен в тайный совет Швеции вместе с несколькими своими родственниками-Оксеншернами. Бенгт Оксеншерна скончался бездетным в Риге в 1643 году.

## Семья и личная жизнь
Семья Оксеншерна занимала многие из самых высоких государственных постов во времена правления короля Густава Адольфа и королевы Кристины. Среди других известных членов того же поколения семьи были его старший сводный брат Габриэль Бенгтссон, лорд-верховный казначей Швеции, и его двоюродные братья, Аксель Густавссон, лорд-верховный канцлер, и Габриэль Густавссон, лорд-верховный стюард.
Бенгт Оксенштерн женился в 1633 году на Маргарете Браге (1603—1669), дочери риксрода графа Абрахама Педерссона Браге Висингсборгского (1569—1630) и Эльзы Юлленшерн Лундхольмской. Их брак был бездетным. Его вдова похоронила его в часовне Браге в церкви Едер к востоку от Эскильстуны.
Согласно современным источникам, Бенгт Оксеншерна являлся полиглотом и умел говорить, читать и писать на шведском, латинском, французском, немецком, итальянским и испанском языках, а также немного говорил на персидском и турецких языках.

## Наследие
Шведский исследователь и географ XX века Свен Гедин написал биографию Бенгта Оксеншерны в 1918 году, популяризируя прозвище «Resare-Bengt», которое, однако, является посмертным и только записано с конца 18-го века.